# خوان مارن
خوان مارن (اسپانیایی: Juan Marén‎؛ زادهٔ ۲۰ اوت ۱۹۷۱) کشتی‌گیر بازنشستهٔ اهل کوبا است که در دستهٔ وزنی ۶۲–۶۳ کیلوگرم کشتی فرنگی رقابت می‌کرد. او یک مدال برنز و دو نقرهٔ بازی‌های المپیک (۱۹۹۲ بارسلون، ۱۹۹۶ آتلانتا، ۲۰۰۰ سیدنی) و نیز دو مدال برنز مسابقات قهرمانی کشتی جهان (۱۹۹۱، ۱۹۹۳) را کسب کرده است. او همچنین برندهٔ سه مدال طلای بازی‌های پان امریکن (۱۹۹۵، ۱۹۹۹، ۲۰۰۳) است.
خوان مارن قهرمان ده دورهٔ مسابقات قهرمانی کشتی پان امریکن است که از رکوردداران عنوان قهرمانی در این مسابقات به‌شمار می‌رود. او همچنین افتخارت دیگری مانند دو مدال طلای بازی‌های آمریکای مرکزی و کارائیب را کسب کرده‌است.